# جرج کانن (بازیکن فوتبال)
جرج کانن (انگلیسی: George Cannon; ۱۵ فوریهٔ ۱۸۹۱ – ۴ ژانویهٔ ۱۹۵۱) بازیکن فوتبال اهل بریتانیا بود.
از باشگاه‌هایی که در آن بازی کرده‌است می‌توان به باشگاه فوتبال مارگیت، باشگاه فوتبال فولام، باشگاه فوتبال برنتفورد، باشگاه فوتبال توتینگ اند میتچام یونایتد، و باشگاه فوتبال ویمبلدون اشاره کرد.